# Demoiselle (avion)
Pour les articles homonymes, voir Demoiselle.
La Demoiselle ou Santos-Dumont Demoiselle (du nom des libellules demoiselles) est un des premiers avions de sport léger et ULM de l'histoire de l'aviation, chef-d'œuvre de l'ingénieur-pilote-pionnier franco-brésilien Alberto Santos-Dumont, fabriqué à environ 50 exemplaires en 5 versions no 19 à no 22, de 1907 aux années 1910,.

## Histoire
Ce 19e aéronef d'Alberto Santos-Dumont, de 1907, est une évolution de ses précédents 14-bis et variantes de 1906 (premier vol d'un engin « plus lourd que l'air » en France, après le Wright Flyer américain de 1903) avec lequel il espère alors remporter le Grand Prix d'aviation d'Henry Deutsch de la Meurthe pour une course aérienne d'1 km en circuit fermé (en compétition avec Henri Farman,  Louis Blériot, Charles Voisin, Robert Esnault-Pelterie, et les frères Wright...). 

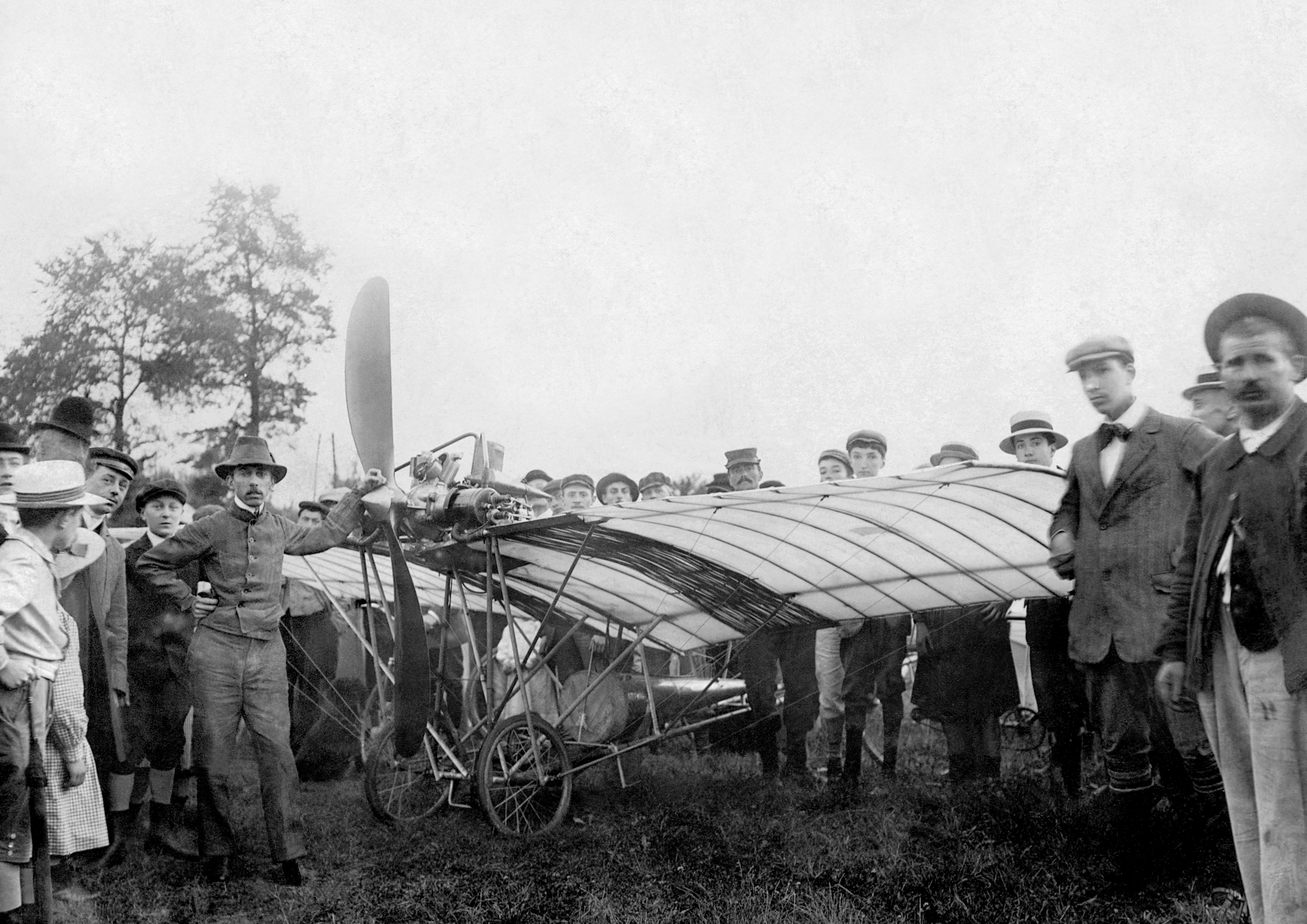
Alberto Santos-Dumont
Décollage
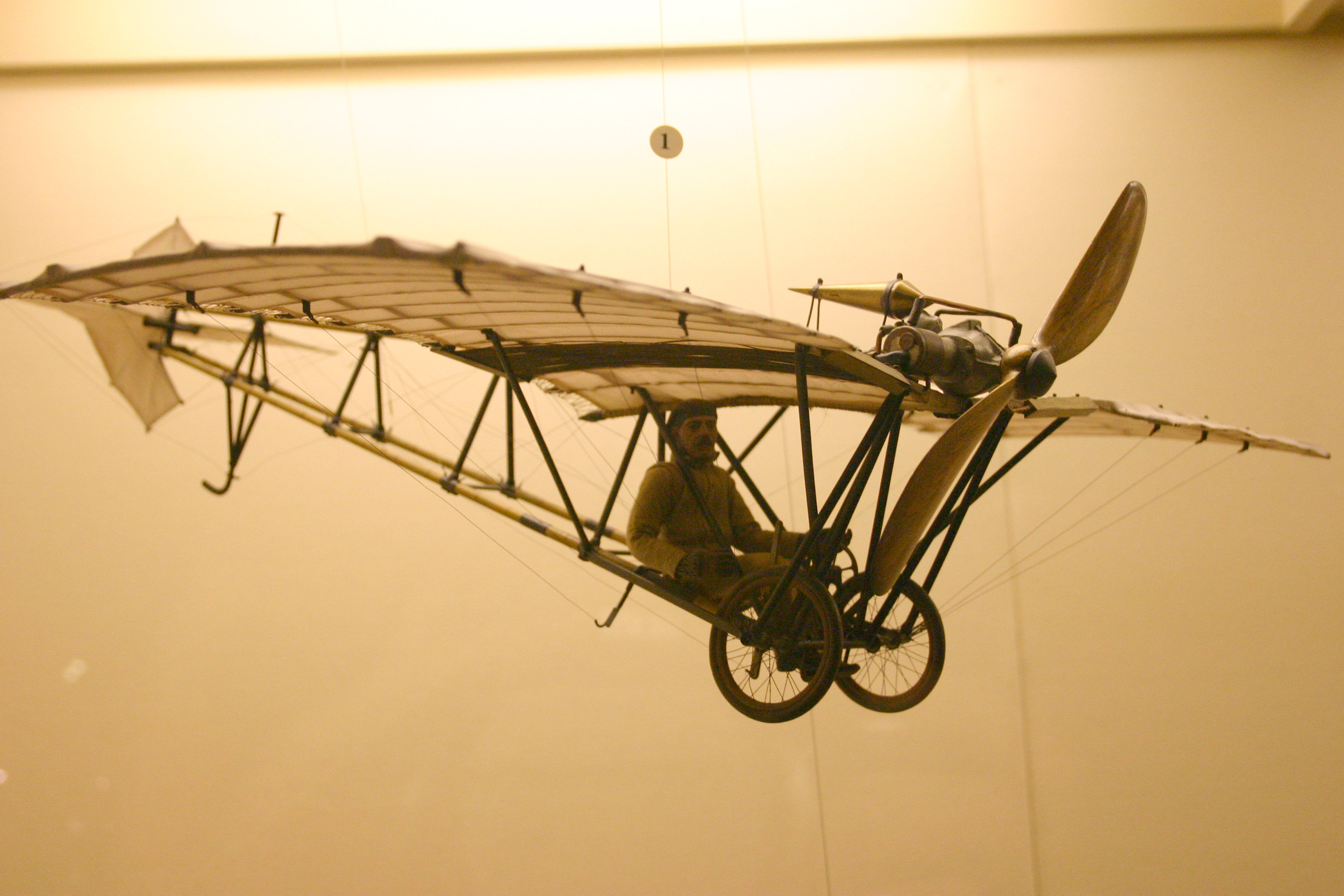
Exposé en vol

### Prototype
Le prototype no 19 est un monoplan à aile haute de 7,90 m de long et 5,50 m d'envergure, pour moins de 60 kg, avec un fuselage constitué de trois tubes de bambou, et des ailes composées de deux longerons et de 14 membrures en bois de frêne et de sapin, recouvertes de toile de soie vernissée, reliés par des tubes et haubans en câbles d'acier. Il est propulsé par un moteur bicylindre boxer (flat-twin) Duthiel-Chalmers de 21,5 kg pour 18 ch,.  

### Premier vol
Il accomplit son premier vol (de 200 m) le 16 novembre 1907 à l'aérodrome d'Issy-les-Moulineaux, suivi, avec les évolutions du modèle, de nombreux vols d'essais, meeting aériens, et records (8 km à 90 km/h entre l'aérodrome de Saint-Cyr-l'École et Buc en 5 min du 13 septembre 1909, ou 18 km en 16 min du 17 septembre 1909...). Ce célèbre avion est alors présenté comme le meilleur avion, le plus léger, le plus rapide et le moins cher du monde de l'époque. 

### Commercialisation

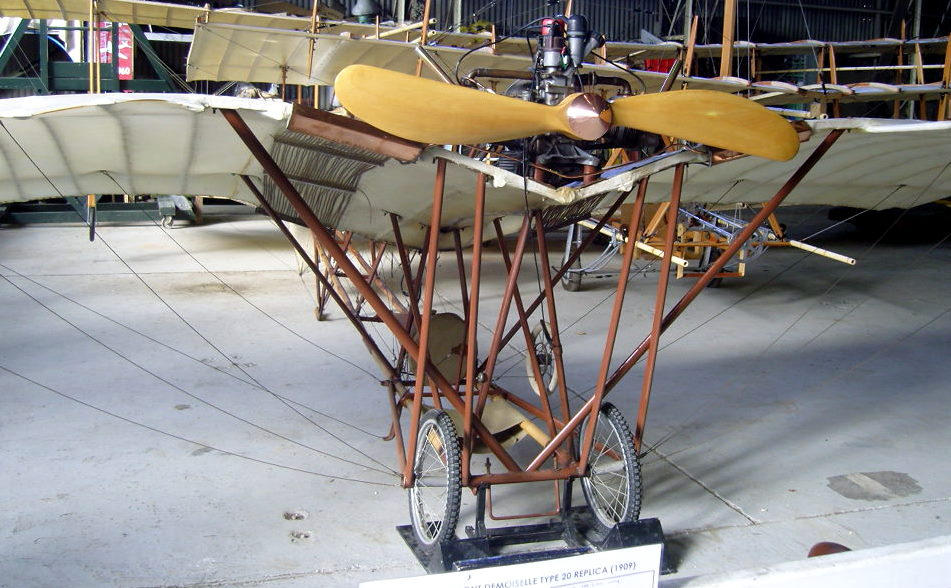

Les machines sont exposées avec succès sur le stand du constructeur automobile français Clément-Bayard du 1er salon de l’aéronautique du Grand Palais de Paris de 1908. Clément-Bayard (de Levallois-Perret) les construit alors en petite série d'environ 50 exemplaires, avec diverses puissances de moteurs (Clément 20 à 50 ch, ou Wright de 30 ch...). De nombreux modèles sont également construits dans le monde par des amateurs à titre artisanal.

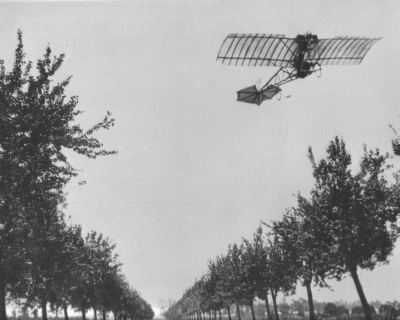
Vol au-dessus de Paris en 1909

Les aviateurs français Roland Garros et Marcel Brindejonc des Moulinais achètent des Demoiselle en 1909-1910, pour s'initier au pilotage. 
Alberto Santos-Dumont abandonne définitivement l'aviation à la suite d'une rupture d'aile et d'une chute de 25 m aux commandes de cet avion, le 4 janvier 1910, alors âgé de 37 ans. La fragilité de ces premiers avions pionniers vaut à la Demoiselle le surnom de « tueuse d'homme ». Clément-Bayard poursuit alors son évolution et sa production, concurrente entre autres des Esnault-Pelterie REP1 de 1906, biplan Voisin de 1907, Wright Model A de 1908, ou Blériot XI, Antoinette VII, et Farman III de 1909... 

## Modèles

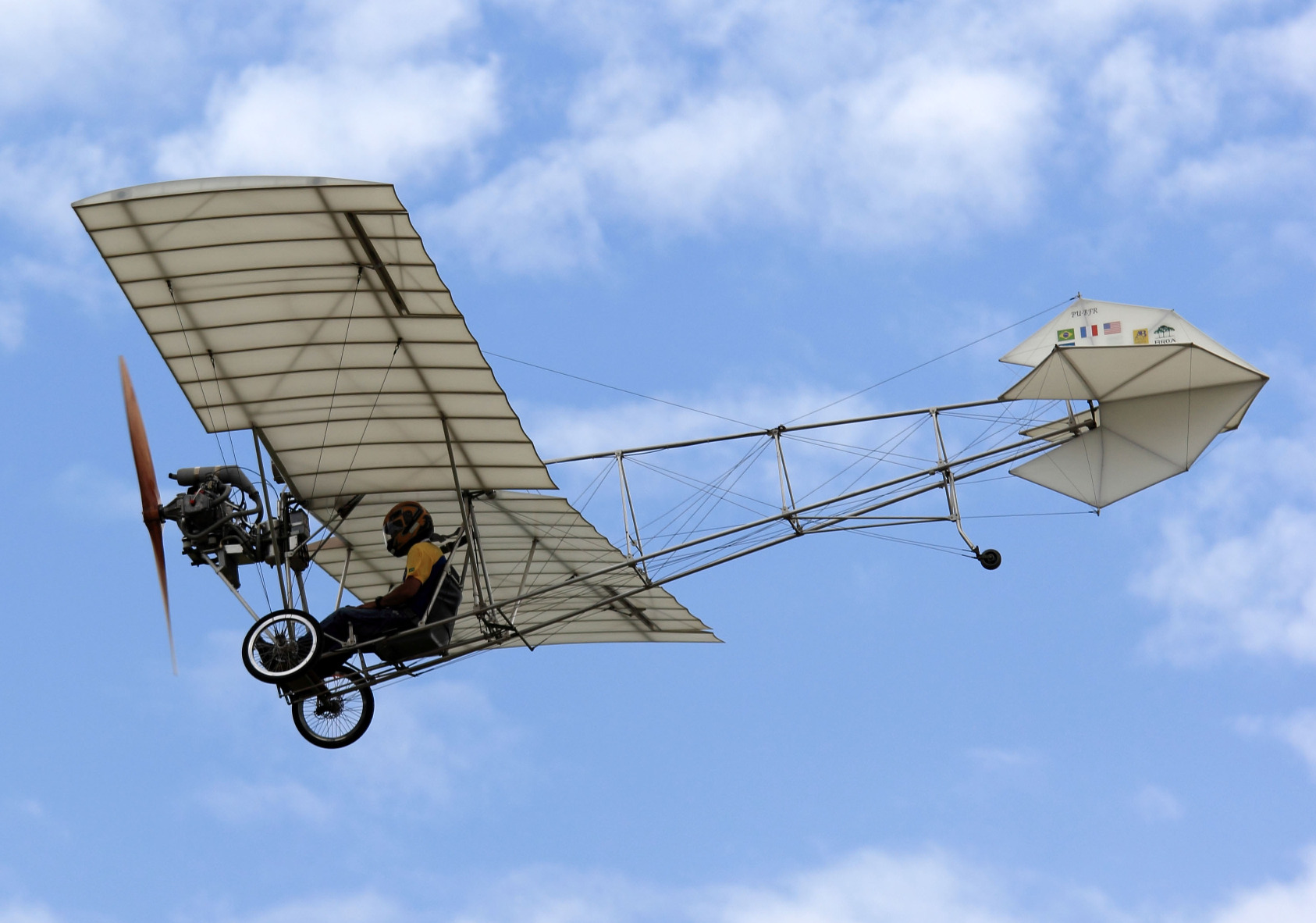
Réplique moderne de la Demoiselle.

- Demoiselle no 19 - 1er prototype de 1907, à moteur bicylindre boxer (flat-twin) Duthiel-Chalmers de 18 ch.
- Demoiselle no 19-bis - 2e modèle de novembre 1907, avec ailes renforcées et moteur Antoinette 8V de 24 ch, trop lourd pour décoller.
- Demoiselle no 20 - 3e modèle de 1908, évolution du précédent, à moteur bicylindre à plat Darracq de 35 ch, pour 90 km/h.
- Demoiselle no 21 - évolution du précédent.
- Demoiselle no 22 - évolution du précédent, à moteur quatre cylindres en ligne Clément-Bayard de 40 à 50 ch, pour 110 km/h.

Les Demoiselle inspirent entre autres les Aeronca C américains de 1925, et planeur ultra-léger motorisé (ULM) Demoichelle de 2009...

## Compétition et records
Les Demoiselle remportent de nombreuses compétitions de l'époque, entre autres avec les pilotes Edmond Audemars ou Roland Garros...

## Musées
Ces modèles et de nombreuses répliques sont exposés à ce jour dans de nombreux musées aéronautiques du monde. 

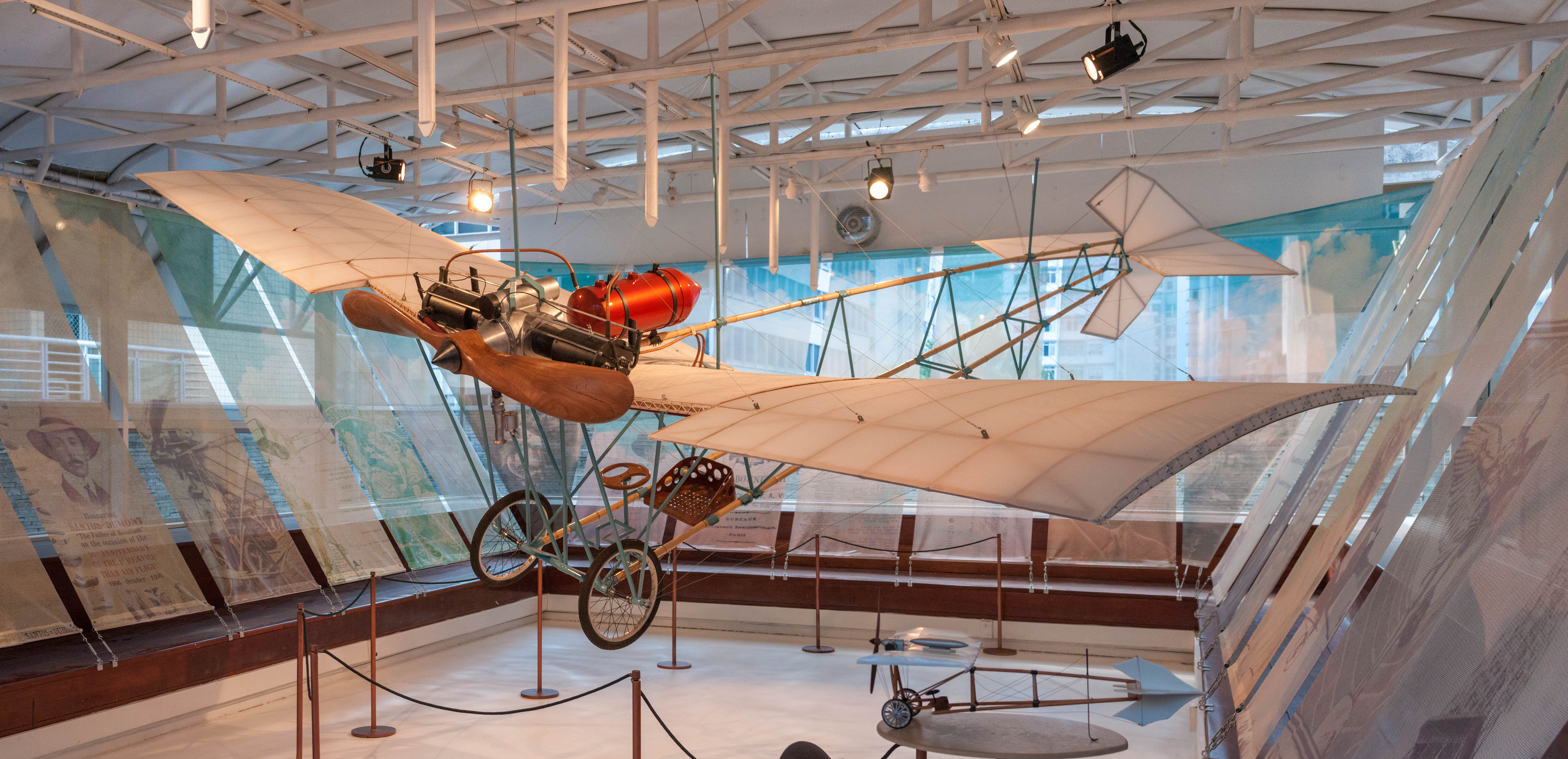
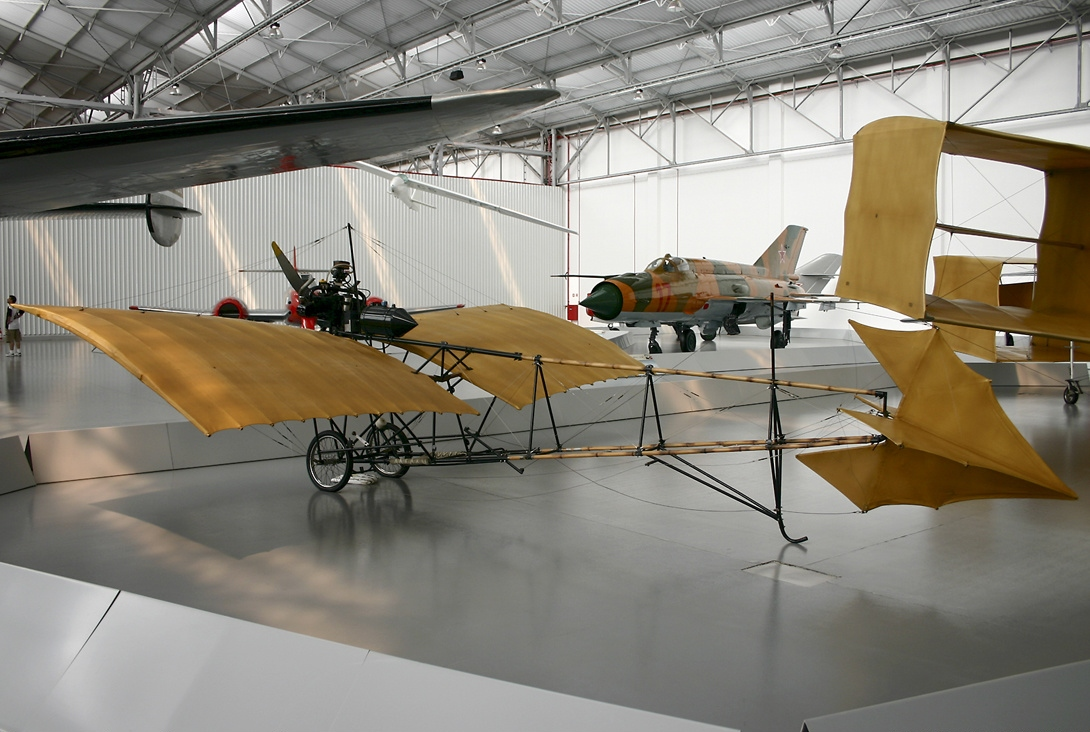
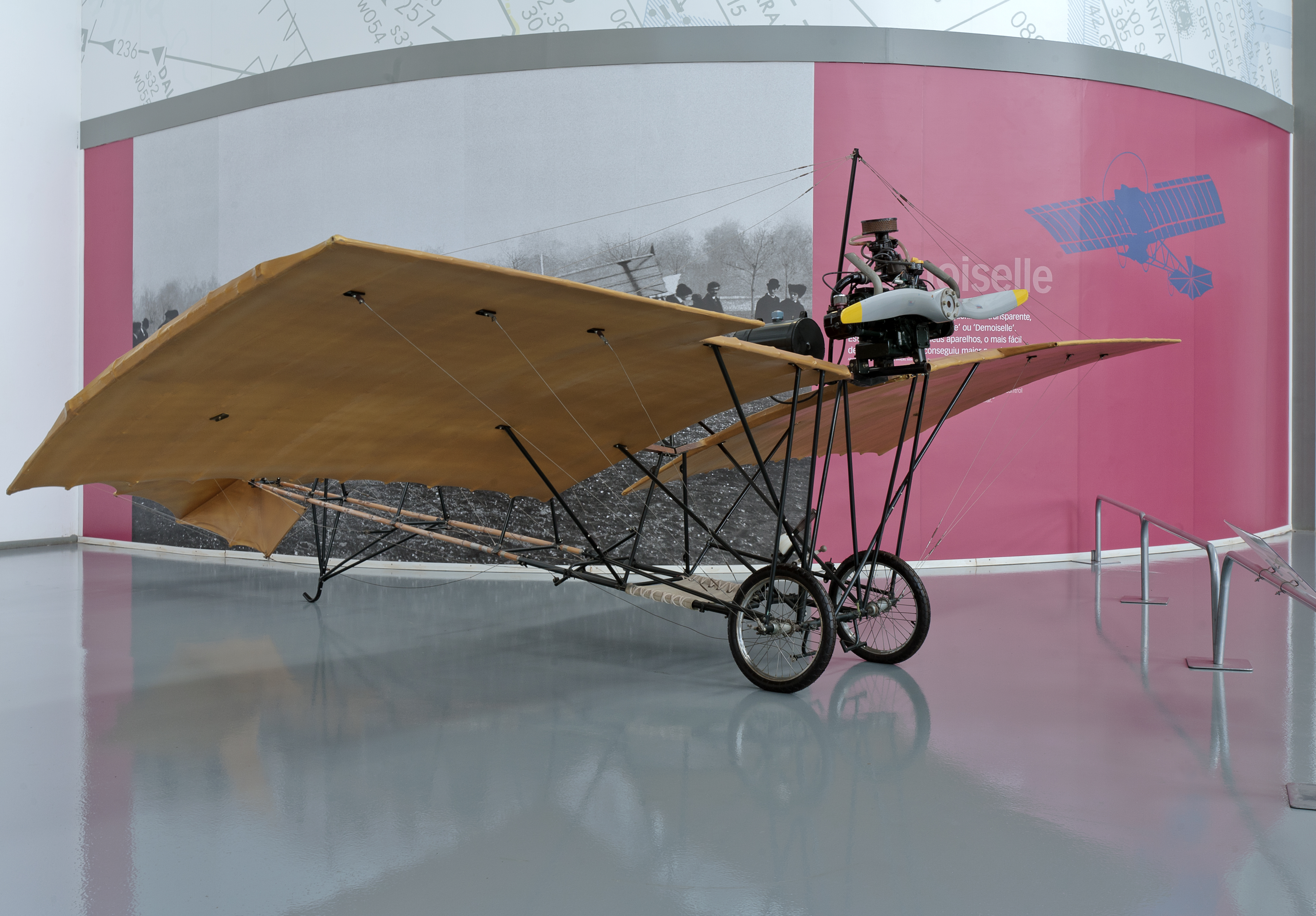

## Au cinéma
- 1965 : Ces merveilleux fous volants dans leurs drôles de machines, de Ken Annakin.